# Carlton Myers
Pour les articles homonymes, voir Myers.
Carlton Myers (né le 30 mars 1971 à Londres, au Royaume-Uni) est un joueur italien de basket-ball. Il tient sa nationalité italienne de sa mère, son père étant lui né à Saint-Vincent-et-les-Grenadines. Carlton Myers a été élevé jusqu'à 8 ans au Royaume-Uni.

## Palmarès
En sélection nationale
- Champion d'Europe : 1999
- médaille d'argent au Championnat d'Europe 1997 à Barcelone

En club
- Champion d'Italie : 2000
- Vainqueur de la Coupe d'Italie : 1998
- Vainqueur de la Supercoupe d'Italie de basket-ball : 1998

Personnel
- Détient, avec 87 points, le record de nombre de points inscrits dans un match en Italie